# ریزجریان

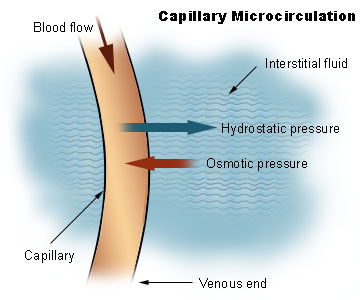

ریز جریان (به انگلیسی: Microcirculation) نام جریان حمل خون ای است که خون را به رگ‌های کوچکتر درون بافت‌های بدن می‌رساند و دارای ۳ بخش اصلی، پیش مویرگی، مویرگی و پس مویرگی است. همچنین جریانی مخالف با ریز جریان وجود دارد که خون را از مویرگ‌های بافت‌ها و اندام‌ها به رگ‌های بزرگتر و اصلی می‌رساند با نام کلان جریان. ریز جریان در شبکه‌ای از شریانچه‌های پایانه‌ای، مویرگ‌ها و ریزرگ‌ها که خون مویرگی را تخلیه می‌کنند جریان می‌یابد. رگ‌های ناحیهٔ شریانی این شبکه شریانچه نام دارند که توسط سلول‌های نرم ماهیچه‌ای پوشانده شده‌اند، قطر این شریانچه‌ها از ۱۰ تا ۱۰۰ میکرومتر متغیر است.
نخستین بخش ریز جریان، پیش مویرگی با تثبیت سرعت و فشار جریان خون در شریانچه‌ها توسط لایه درون رگی و فرایند شل و سفت شدن لایه ماهیچه‌ای دور شریانچه آغاز می‌شود. طی بخش دوم مویرگی، شریانچه‌ها خون را به مویرگ‌ها با قطر ۵ تا ۸ میکرومتر که دارای هیچگونه لایهٔ ماهیچه‌ای نیستند منتقل می‌کنند. سپس در بخش سوم، پس مویرگی خون منتقل شده از طریق مویرگ‌ها به ریزرگ‌ها با قطر ۱۰ تا ۲۰۰ میکرومتر و دارای لایه ماهیچه‌ای حمل می‌شود.
علاوه بر تمامی این رگ‌ها در شبکه گردش ریز جریان، مویرگ‌های لنفاوی و مجاری جمع‌آوری نیز وجود دارند.
درون بیشتر رگ‌های شبکهٔ ریز جریان از لایه درون رگی ساخته شده است که وظایف مهمی را بر عهده دارد از جمله فراهم آوردن سطحی هموار و مناسب برای عبور خون و مواد محلول در آن از جمله آب و مواد غذایی، ترشح مولکول‌هایی به درون خون که منجر به جلوگیری از لخته شدن خون می‌شوند، تنظیم قطر و طول رگ‌ها به اندازهٔ مناسب برای تثبیت سرعت و فشار جریان خون.

## برخی از وظایف ریز جریان
از مهمترین وظایف و نقش‌های ریزجریان در بدن انسان می‌توان به موارد زیر اشاره کرد:
۱- به جریان در آوردن خون در بافت‌ها
۲- تنظیم فشار خون
۳- مایع میان بافتی (التهاب، تورم و ادما)
۴- رساندن اکسیژن و مواد غذایی به بافت‌ها و دفع دای اکسید کربن و مواد زاید
۵- تنظیم دمای بدن
۶- التهاب و تورم